# Блинкен, Энтони
Энтони Джон Блинкен (англ. Antony John Blinken; род. 16 апреля 1962, Йонкерс, Нью-Йорк) — американский государственный деятель, государственный секретарь США (2021—2025).
В 2015—2017 годах заместитель госсекретаря США Джона Керри, также в 2013—2017 советник вице-президента США Джо Байдена. Доктор права (1988).

## Биография

### Ранние годы
Родился в еврейской семье. Отец Дональд Блинкен (1925—2022) — дипломат, посол США в Венгрии (1994—1997). Мать Джудит Блинкен (в девичестве — Фрем) — менеджер танцевальной труппы Мерса Каннингема. Родители матери были венгерскими евреями. Прадед по отцовской линии — еврейский писатель Меер Блинкен (1879—1915), родившийся в городе Переяславе Киевской губернии Российской империи, выпускник Киевского коммерческого училища, публиковавшийся на идише под псевдонимом Б. Меер.
Энтони Блинкен учился в престижной нью-йоркской частной школе Далтона. В 1970 году родители развелись, а в следующем году мать вышла замуж за выжившего в Холокосте уроженца Польши юриста и писателя Самуэля Пизара, после чего переехала вместе с сыном в Париж, где возглавила Американский центр для студентов и художников. В 1984 году Блинкен окончил Гарвард (Гарварский колледж, бакалавр права), продолжит своё образование в Колумбийском университете. Писал репортажи для New Republic, а получив в 1988 году степень доктора права в Школе права Колумбийского университета, занимался адвокатской практикой в Нью-Йорке.
В 1988 году участвовал в сборе средств на президентскую кампанию кандидата Демократической партии Майкла Дукакиса.

### В администрацииБилла Клинтона(1994—2001)
Спичрайтер президента Билла Клинтона по внешнеполитическим вопросам, состоял в аппарате Совета национальной безопасности США, являлся специальным помощником президента, курировал проблемы отношений с Европой.

### С 2001 по 2009 год
В начале 2000-х вошёл в руководство мозгового треста Центр стратегических и международных исследований, с 2002 по 2008 год руководил аппаратом демократической фракции Комитета Сената США по международным отношениям (одним из председателей Комитета в этот период был сенатор Джо Байден).
В 2003 году поддерживал политику Байдена, выступавшего за вторжение американских войск в Ирак, а в 2009 году вступил в противоречие с Байденом, добиваясь военной операции США против лидера Ливии Муаммара Каддафи.

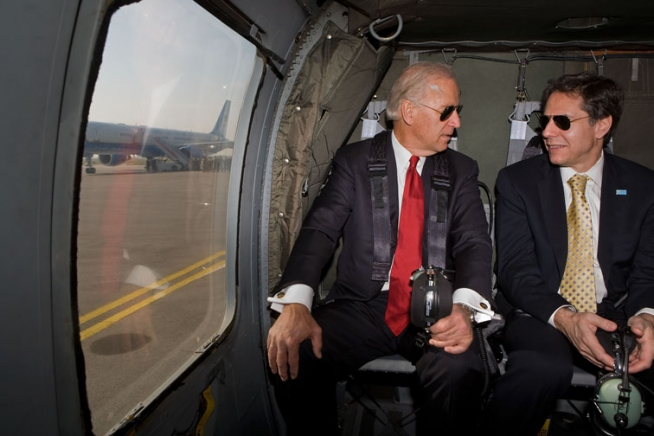
Байден и Блинкен. Май 2009 г.

### В администрации Барака Обамы (2009—2017)
В течение первого президентского срока Барака Обамы в 2009—2013 годах Энтони Блинкен занимал должность советника вице-президента Джо Байдена по национальной безопасности.
В 2013—2015 годах являлся заместителем советника президента США по национальной безопасности, в 2015—2017 годах — заместителем государственного секретаря США.
В 2014 году он заявлял «Но затем ещё более значительными оказались наши меры по международной экономической изоляции России. Мы начали их вводить, а президент настаивал на соблюдении базового принципа — мы должны делать это в сотрудничестве с нашими европейскими партнерами и другими ключевыми странами по двум причинам. Первая — на практике влияние совместных санкций гораздо выше. Во-вторых, таким образом усиливается и политическое воздействие, которое усиливает чувство изоляции — ведь санкции вводят не только США».
Принимал участие в выработке важнейших внешнеполитических решений администрации президента Обамы: ликвидация Усамы бен Ладена в 2011 году, война против «Исламского государства».

### С 2017 по 2020 год
В 2018 году основал вместе с бывшей помощницей министра обороны США по политическим вопросам Мишель Флурнуа консалтинговую фирму WestExec Advisors.
Одобрил решение администрации президента Трампа о нанесении ракетного удара американской коалиции по сирийским военным объектам в 2018 году, но до самого конца оставался убеждённым сторонником достигнутого при Обаме международного соглашения о ядерной программе Ирана, из которого Трамп вышел. В ходе президентской кампании 2020 года выступал в качестве неофициального пресс-секретаря кандидата в президенты Джо Байдена, освещая для прессы его взгляды на решение внешнеполитических проблем.
В 2019 году Блинкен поддержал обвинения против российских властей, предположительно предлагавших боевикам Талибана денежные вознаграждения за убитых американских военнослужащих, и следующим образом оценил сдержанную реакцию президента Трампа в данном вопросе:

Когда у нас президент, которому говорят, что Россия, возможно, назначала вознаграждения за головы наших солдат в Афганистане, а он не делает ничего — в действительности, хуже чем ничего — по его собственному признанию, он разговаривал с президентом Путиным по меньшей мере шесть раз после получения этого доклада и не поднял этот вопрос, не противостоял ему и даже пригласил президента Путина в Вашингтон и Россию — назад в G7, — у нас реальная, фундаментальная проблема.
Оригинальный текст (англ.)– When we have a president who is told that Russia may be putting bounties on the heads of our troops in Afghanistan and does nothing—in fact, worse than nothing, by his own acknowledgement, speaking to President Putin at least six times after he got that report and not raising it, not confronting him and even inviting President Putin to Washington and Russia back into the G7—we have a real, fundamental problem.
— 
Выступал за сдерживание России и Китая. В 2019 году в колонке для The Washington Post он написал: «Признание их традиционных имперских „сфер интересов“ будет лишь стимулировать их расширять [эти сферы] и далее, а также будет предательством суверенных наций, которые попадут под их владычество».

### В должности государственного секретаря (2021—2025)

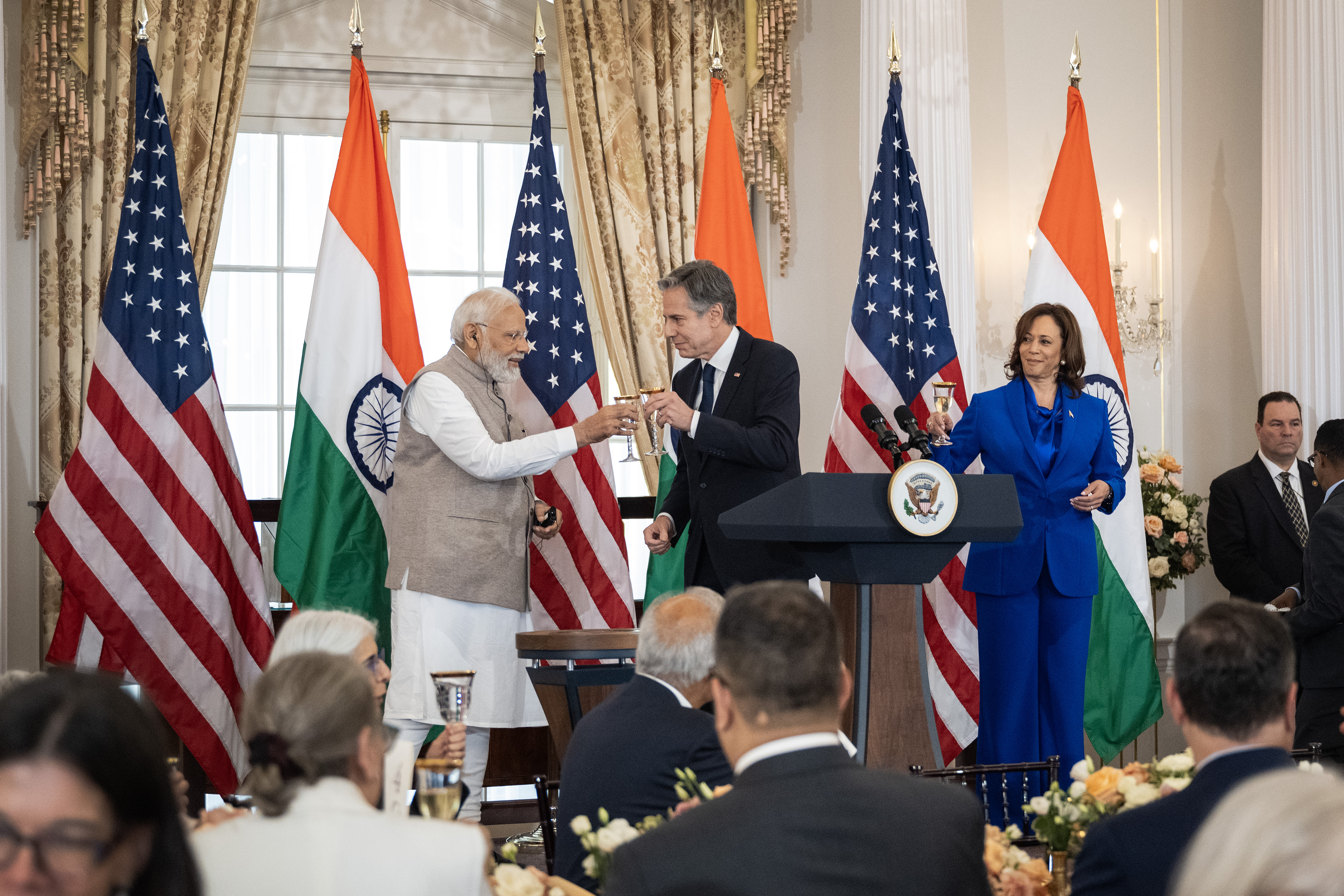
Блинкен и Наре́ндра Мо́ди, Вашингтон, 23 июня 2023 года

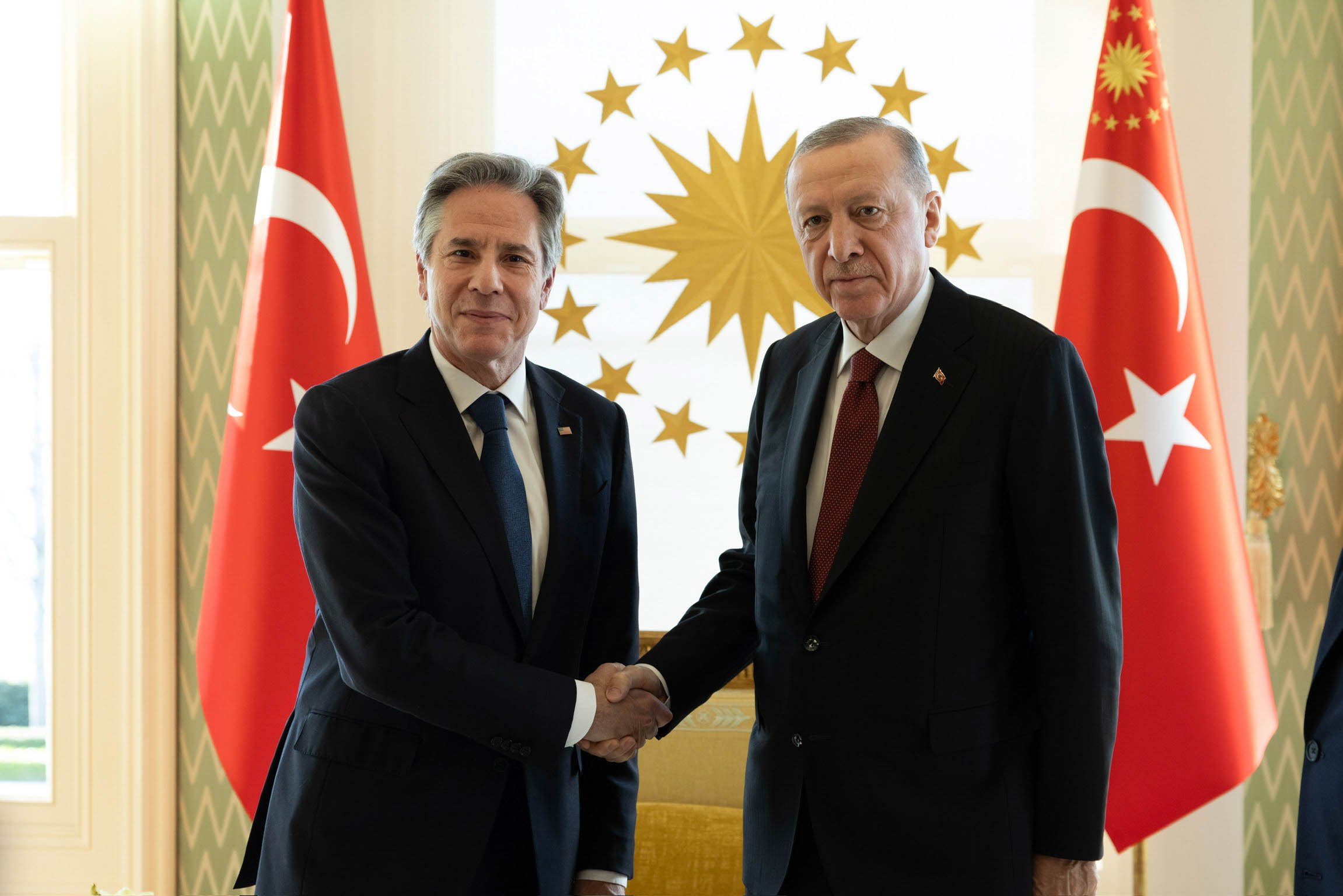
Блинкен и Реджеп Тайип Эрдоган, Стамбул, 6 января 2024 года

#### Назначение и программные заявления
23 ноября 2020 года Джо Байден огласил список своих кандидатов на ключевые должности в своём будущем кабинете, назвав Тони Блинкена претендентом на должность государственного секретаря. Как отметила «Немецкая волна», «показательно то, что Байден выдвигает на пост госсекретаря не карьерного дипломата, а своего близкого советника, хорошо знающего, как претворять в жизнь взгляды шефа».
В ходе слушаний в Комитете Сената по международным отношениям Блинкен заявил о намерении восстановить на двухпартийной основе отношения с рядом законодателей, разорванные президентом Трампом, однако в целом поддержал жёсткий курс прежней администрации в отношении Китая, лишь осудив её политику в некоторых конкретных деталях. Блинкен также сообщил о намерении оставить американское посольство в Израиле на прежнем месте в Иерусалиме, куда его переместила администрация Трампа, но при этом высказал мнение, что итогом американской политики на Ближнем Востоке за предыдущие четыре года стало отдаление мирного разрешения израильско-палестинского конфликта, которое Блинкен видит только через создание двух государств. Подтвердив приверженность идее обеспечения безопасности Тайваня, Блинкен уточнил, что намерен отменить решение его предшественника Майка Помпео об ослаблении контроля над контактами американских должностных лиц с Тайванем. Блинкен заявил также о намерении изменить курс в отношении России — в частности, он готов возобновить переговоры о продлении договора СНВ-3, а также продолжить военную помощь Украине. Коснувшись ареста Алексея Навального, он заметил: «каким испуганным кажется Путин из-за одного человека. Я думаю, это говорит очень многое».
26 января 2021 года Сенат подавляющим большинством голосов (78-22) утвердил назначение Блинкена, в этот же день он был приведён к присяге и вступил в должность.
27 января 2021 года Блинкен заявил, что мир нуждается в американском лидерстве и хочет знать, поведут ли США его за собой силой своего примера. Далее отметил, что администрация Байдена стремится вернуть веру в многосторонний подход к решению глобальных проблем, включая пандемию COVID-19 и глобальное потепление, на основе сотрудничества множества разных стран.
3 марта 2021 года Блинкен выступил с речью о приоритетах внешней политики США, в которой назвал Китай «основным геополитическим испытанием XXI века» и заявил о намерении администрации Байдена строить отношения с ним с позиции силы, а также по обстоятельствам соревноваться с ним, сотрудничать или противостоять, поскольку Китай — «единственная страна, обладающая экономическими, дипломатическими, военными и технологическими возможностями, чтобы бросить вызов стабильной и открытой международной системе — всем правилам, ценностям и связям, которые заставляют мир работать так, как мы хотим, чтобы он работал». В числе других направлений деятельности Блинкен назвал противодействие коронавирусной пандемии, расширение глобальной экономики и отпор угрозам демократии, восстановление отношений с союзниками, меры сдерживания глобального потепления, поддержка «зелёной энергетической революции» и американского технологического лидерства. По словам Блинкена, перед лицом вызовов со стороны Китая и России военным США следует отказаться от «ненужных юридических обоснований и систем вооружений ради высвобождения ресурсов для инвестиций» в новейшие технологические разработки. Новая администрация также намерена отказаться от политики «распространения демократии посредством дорогостоящих военных вмешательств или попыток свержения авторитарных режимов силой», поскольку такой курс в прошлом доказал свою неэффективность, и впредь США будут прибегать к военным операциям «только когда задачи и конечная цель ясны и достижимы, согласуются с нашими ценностями и законами, а также при информированном согласии американского народа».

#### Глобальные проблемы
10 марта 2021 года Блинкен сообщил Комиссии Сената США по международным отношениям об уже совершённых первых шагах новой администрации во внешней политике: возвращение США во Всемирную организацию здравоохранения и выделение 2 млрд долларов на вакцинацию от COVID-19; возвращение в Парижское соглашение по климату; назначение очередной встречи министров в рамках Четырёхстороннего диалога по безопасности и прекращение вывода американских войск из Германии; отмена установленного администрацией Трампа запрета на въезд в США из ряда исламских и африканских государств; вступление в Совет по правам человека при ООН на правах наблюдателя.
22 апреля 2021 года издал циркулярное распоряжение с разрешением вывешивать радужные флаги в знак поддержки ЛГБТ на зданиях американских дипломатических учреждений по всему миру на одном флагштоке с государственным флагом США, но при этом в служебной телеграмме разъяснялось, что главы дипломатических представительств имеют право самостоятельно принимать решение о вывешивании этих флагов в зависимости от ситуации в той или иной стране пребывания.
4 октября 2021 года государственный секретарь США Энтони Блинкен провёл телефонные переговоры с генеральным секретарём НАТО Йенсом Столтенбергом. В ходе переговоров стороны обсудили важность взаимодействия и сотрудничества между НАТО и основными союзниками США по АТР в рамках решения глобальных проблем.

#### Россия

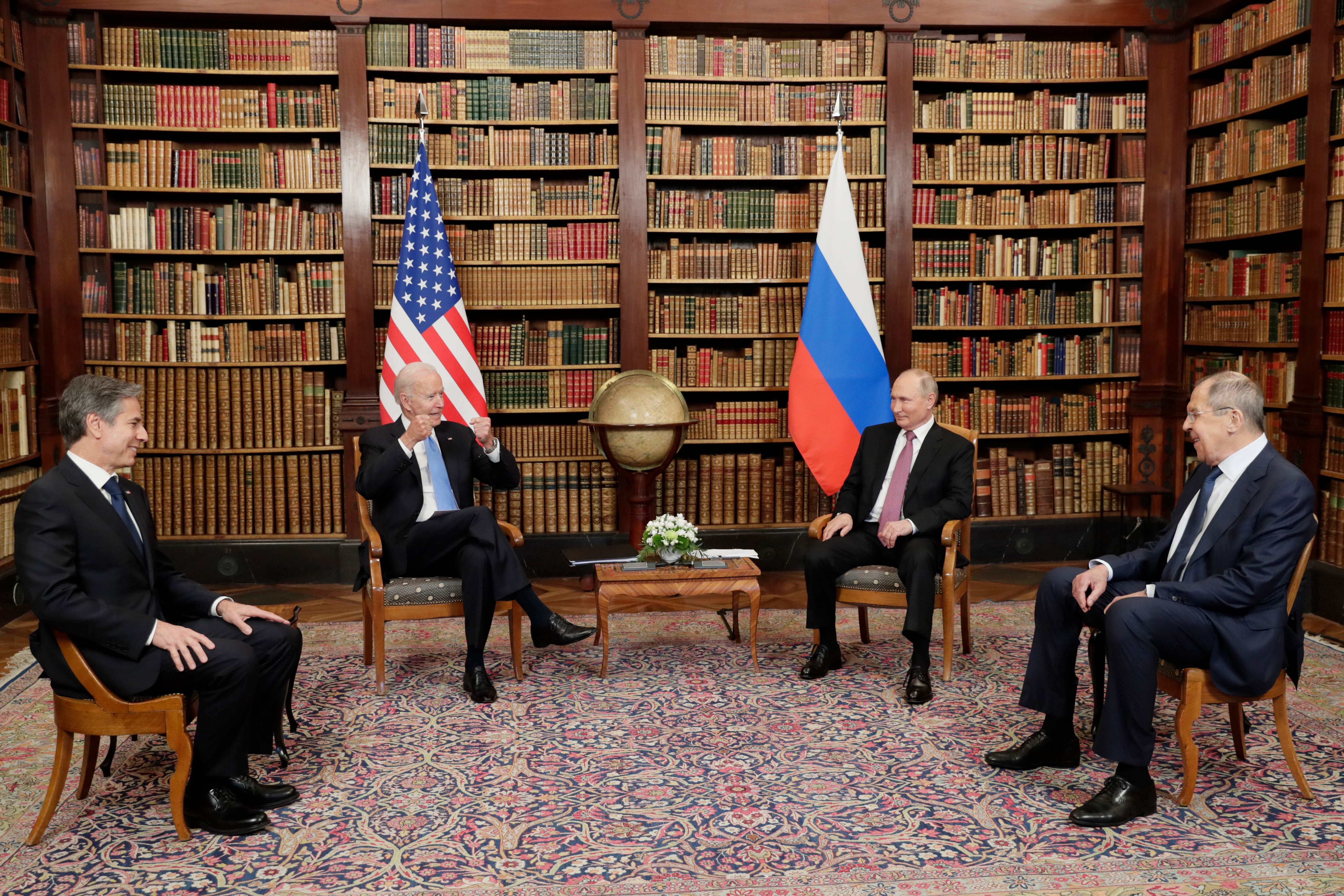
Блинкен, Д. Байден и В. Путин на саммите в Женеве, 16 июня 2021 года

4 февраля 2021 года состоялся первый телефонный разговор Блинкена с российским министром иностранных дел Лавровым, в ходе которого стороны обсудили продление договора СНВ-3, а Блинкен подчеркнул готовность президента Байдена защищать американские интересы и американских союзников, а также американских граждан, в частности речь шла об освобождении приговорённых в России к тюремному заключению Пола Уилана и Тревора Рида (осуждён в 2020 году за нападение на полицейских), а также о вмешательстве России в американские выборы 2020 года, «агрессии на Украине и в Грузии», отравлении Алексея Навального, кибератаке на государственные учреждения США и о других проблемах.
2 марта 2021 года Блинкен объявил о включении России в список стран, куда запрещён экспорт военных технологий (исключения сделаны для поставок в рамках сотрудничества в космосе), а также продлении санкций, введённых после отравления Сергея Скрипаля (кроме того, из-за ситуации с Алексеем Навальным США прекратили предоставление России всякой помощи, кроме срочной гуманитарной).
19 мая 2021 года на полях заседания Арктического совета состоялась первая встреча Блинкена с российским коллегой Сергеем Лавровым. В этот же день Государственный департамент объявил о выводе из-под санкций германской компании — оператора газопровода Северный поток-2 и её генерального директора (при этом в соответствующем докладе Конгрессу Блинкен признал, что их деятельность нарушает американский закон, чем вызвал недоумение и возмущение ряда законодателей, не принявших его аргументы о необходимости укрепления трансатлантической солидарности). Общаясь с прессой перед началом переговоров, министры повторили прежние претензии друг к другу, но также назвали и сферы возможного сотрудничества: контроль над ядерными вооружениями, ядерные программы Северной Кореи и Ирана, мир в Афганистане.
16 июня 2021 года в Женеве состоялась российско-американская встреча на высшем уровне с участием президентов Байдена и Путина.

#### Украина

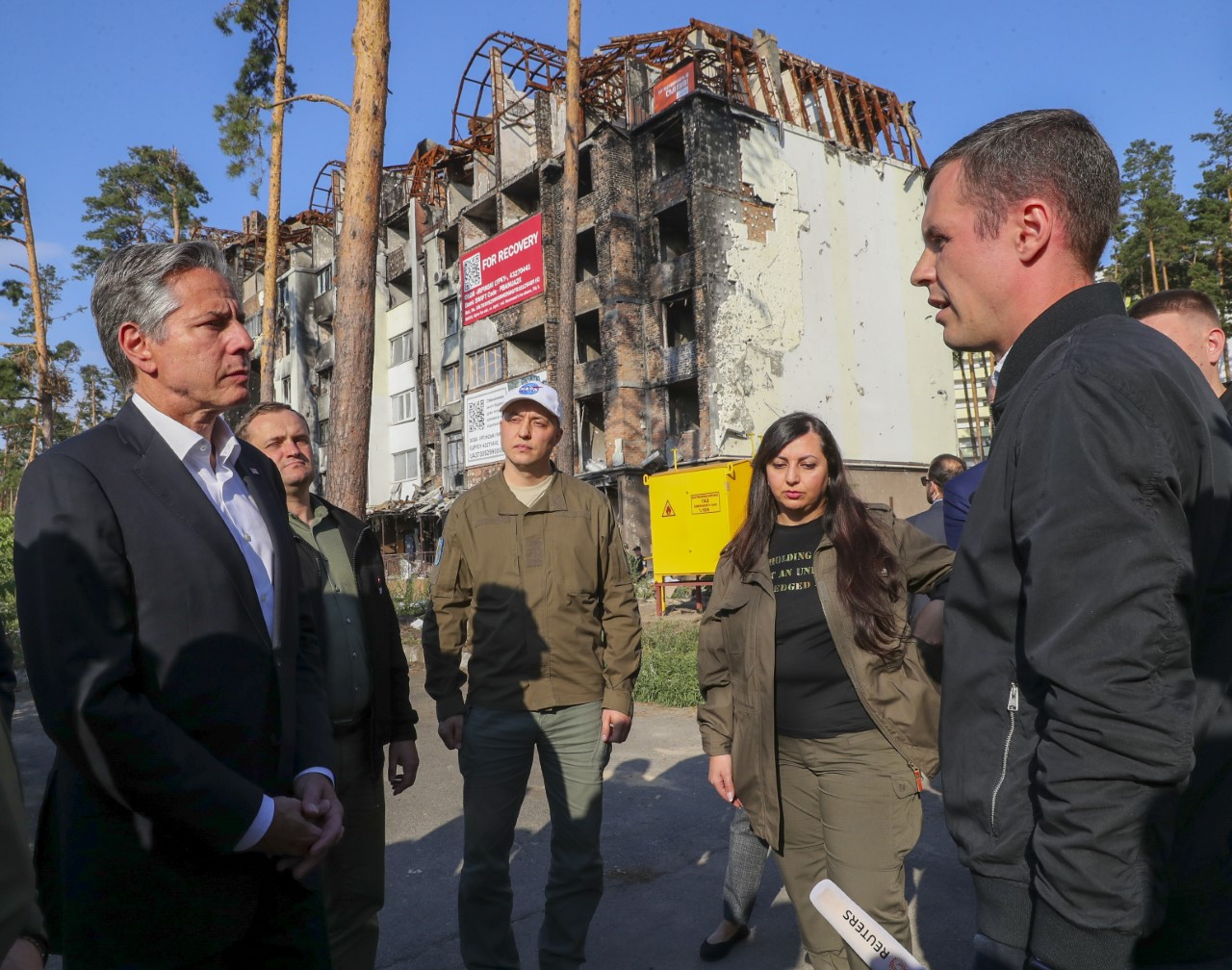
В сентябре 2022 года Блинкен осматривает город Ирпень, разрушенный во время вторжения России на Украину

5 марта 2021 года Блинкен объявил о введении персональных санкций против украинского миллиардера Игоря Коломойского — ему запрещён въезд в США из-за обвинений в коррупционной деятельности на посту председателя Днепропетровской областной государственной администрации.
6 мая 2021 года в ходе официального визита в Киев заявил о поддержке Украины в конфликте с Россией и о возможности увеличения американской военной помощи Украине ввиду сосредоточения российских войск на границе.

#### Китай

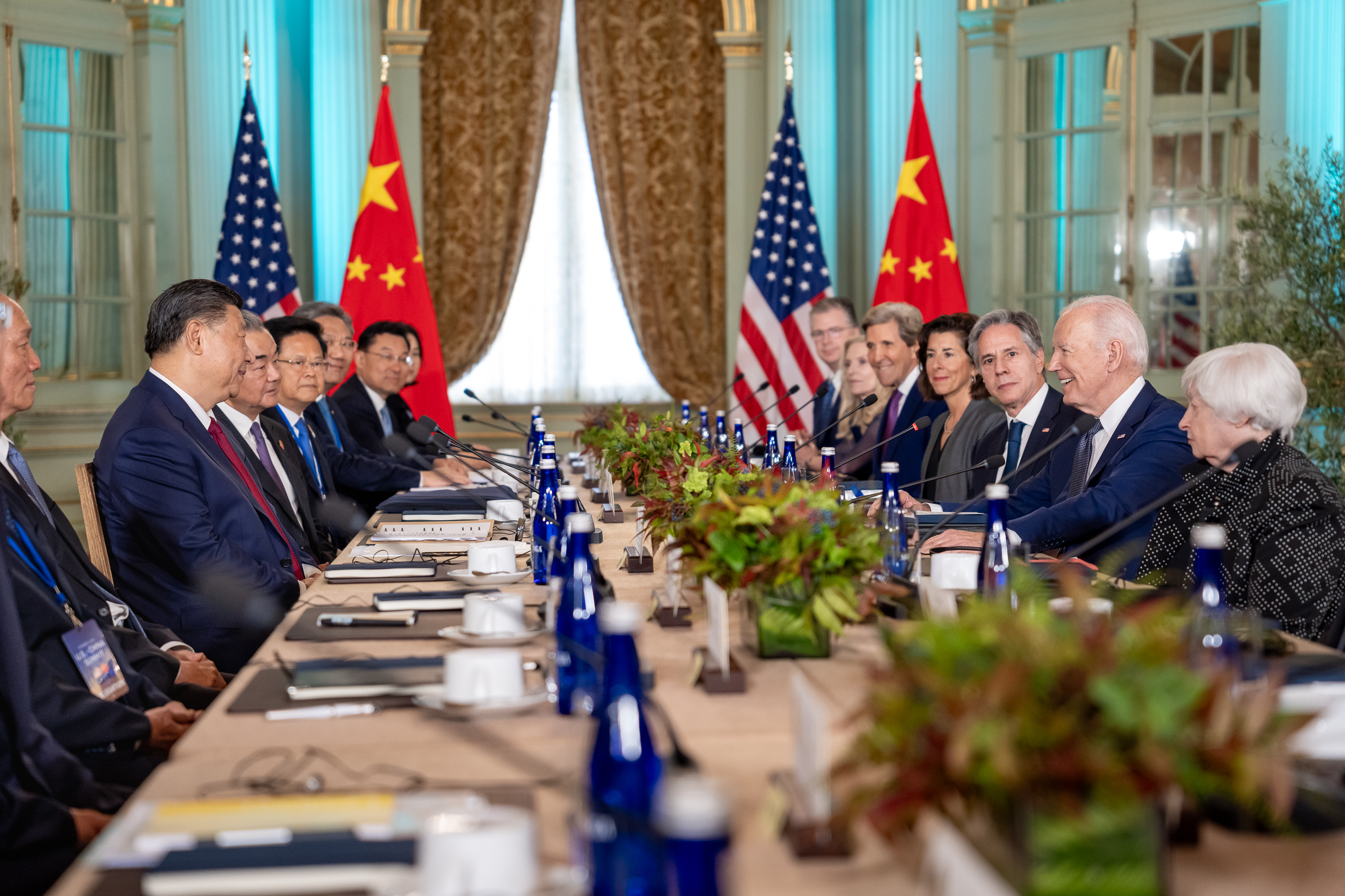
Блинкен, Джо Байден и Си Цзиньпин, Калифорния, 15 ноября 2023 года

18-19 марта 2021 года в Анкоридже состоялись переговоры Блинкена и советника президента США по национальной безопасности Джейка Салливана с ответственным секретарём Комиссии по иностранным делам ЦК КПК Ян Цзечи и министром иностранных дел Китая Ван И. Три тура переговоров начались с беспрецедентной публичной пикировки сторон, обменявшихся в присутствии журналистов обвинениями в нарушении прав человека и неприемлемых внешнеполитических акциях, а итоговую пресс-конференцию дали Блинкен и Салливан в отсутствие китайских представителей. Президент Байден заявил журналистам в ответ на вопрос о его отношении к результатам встречи глав внешнеполитических ведомств США и Китая, что он горд действиями Блинкена.

#### Ближний Восток

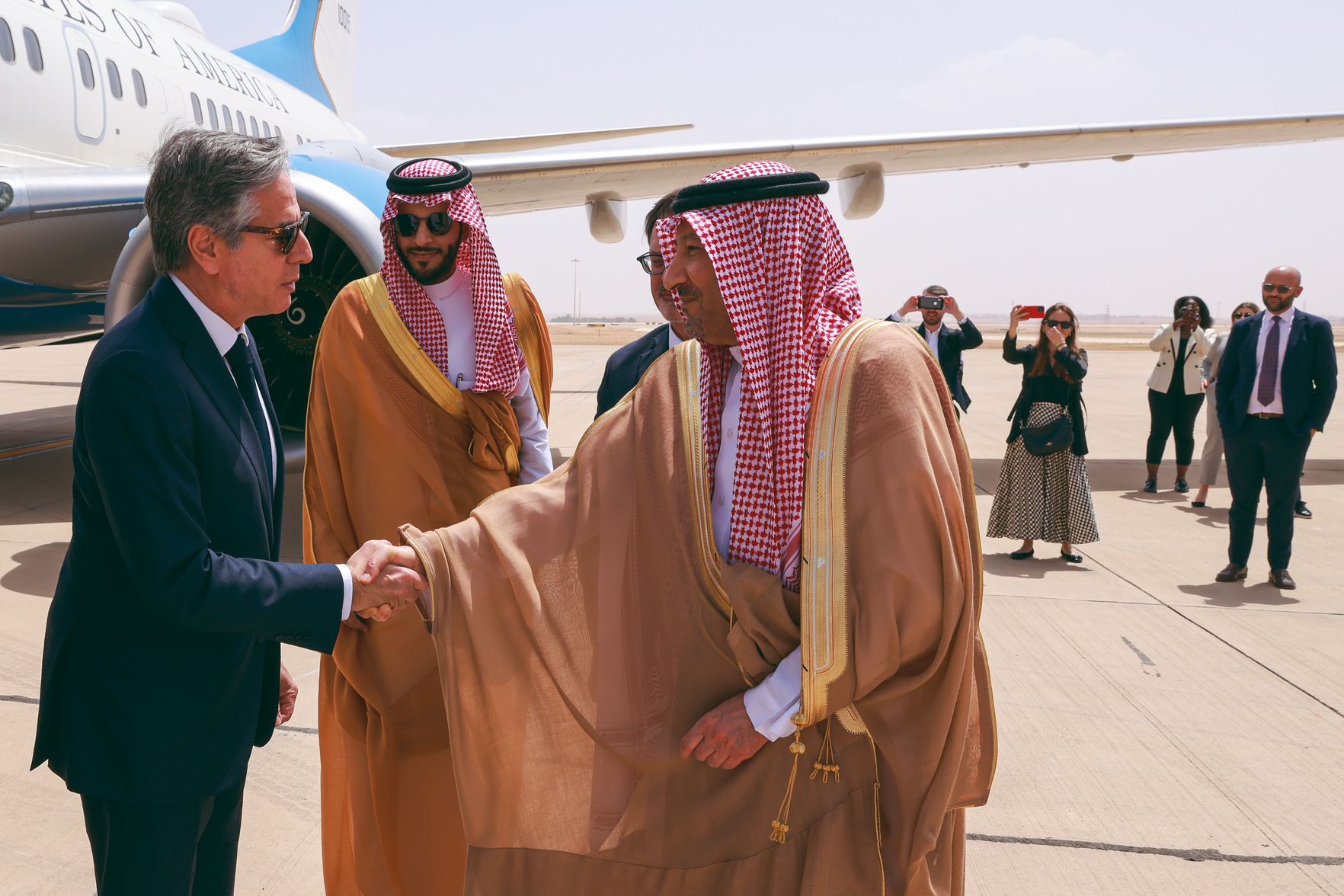
Блинкен в Саудовской Аравии, 7 июня 2023 года

4 февраля 2021 года президент Байден посетил здание Государственного департамента США, и Блинкен выступил с программной речью перед персоналом министерства, заявив среди прочего о готовности США вернуться к Совместному всеобъемлющему плану действий по ядерной программе Ирана при условии, что сначала тот вновь начнёт соблюдать принятые в рамках этого соглашения обязательства.
5 февраля 2021 года в первом телефонном разговоре с министром иностранных дел Саудовской Аравии Фейсалом ибн Фарханом Блинкен обсудил проблемы безопасности в регионе и борьбы с терроризмом, а также вопросы сотрудничества с королевством в отражении нападений на него. При этом Блинкен подчеркнул важность для новой американской администрации темы защиты прав человека и прекращения войны в Йемене (накануне президент Байден объявил о прекращении им американской помощи саудовской военной операции в Йемене, ведущейся с 2015 года).
26 февраля 2021 года после публикации доклада американской разведки об убийстве Джамаля Хашогги, из которого следует, что преступление было одобрено наследным принцем Салманом, Блинкен объявил об отказе в американских визах 76 должностным лицам Саудовского королевства, которые сочтены причастными к преследованию диссидентов за пределами Саудовской Аравии (при этом он не конкретизировал меры, принятые против самого принца Салмана, а 1 марта официальный представитель Государственного департамента Нед Прайс отказался разъяснить, входит ли принц в указанный список, и заявил, что США не раскрывают имена лиц, попавших под санкции).
15 августа 2021 года в программе телекомпании ABC This Week Блинкен заявил в связи с выводом американских войск из Афганистана, за которым немедленно последовало триумфальное наступление группировки Талибан и срочная эвакуация персонала американского посольства из Кабула, что эту ситуацию нельзя сравнивать с бегством американцев из Сайгона после Вьетнамской войны, поскольку в Афганистане США ставили цель привлечь к ответственности организаторов терактов 11 сентября 2001 года и добились успеха.
24 марта 2023 года председатель Комитета по иностранным делам Палаты представителей США Майкл Маккол уведомил Блинкена представить к 28 марта закрытые служебные документы, в которых выражалось несогласие с некоторыми конкретными решениями об уходе из Афганистана. 29 февраля 2024 года он предложил привлечь госсекретаря США к ответственности за неуважение к Конгрессу США за утаивание документов, связанных с выводом войск из Афганистана

## Личная жизнь
С 2002 года женат на Эван Райан (род. 1971), которая в 1990-х годах была помощницей Первой леди США Хиллари Клинтон. С 20 января 2021 года Райан является секретарём кабинета Белого дома. В семье Блинкена двое детей.
Блинкен исповедует реформистский иудаизм, член Союза Реформистского иудаизма. 
Свободно владеет французским языком.

## Награды

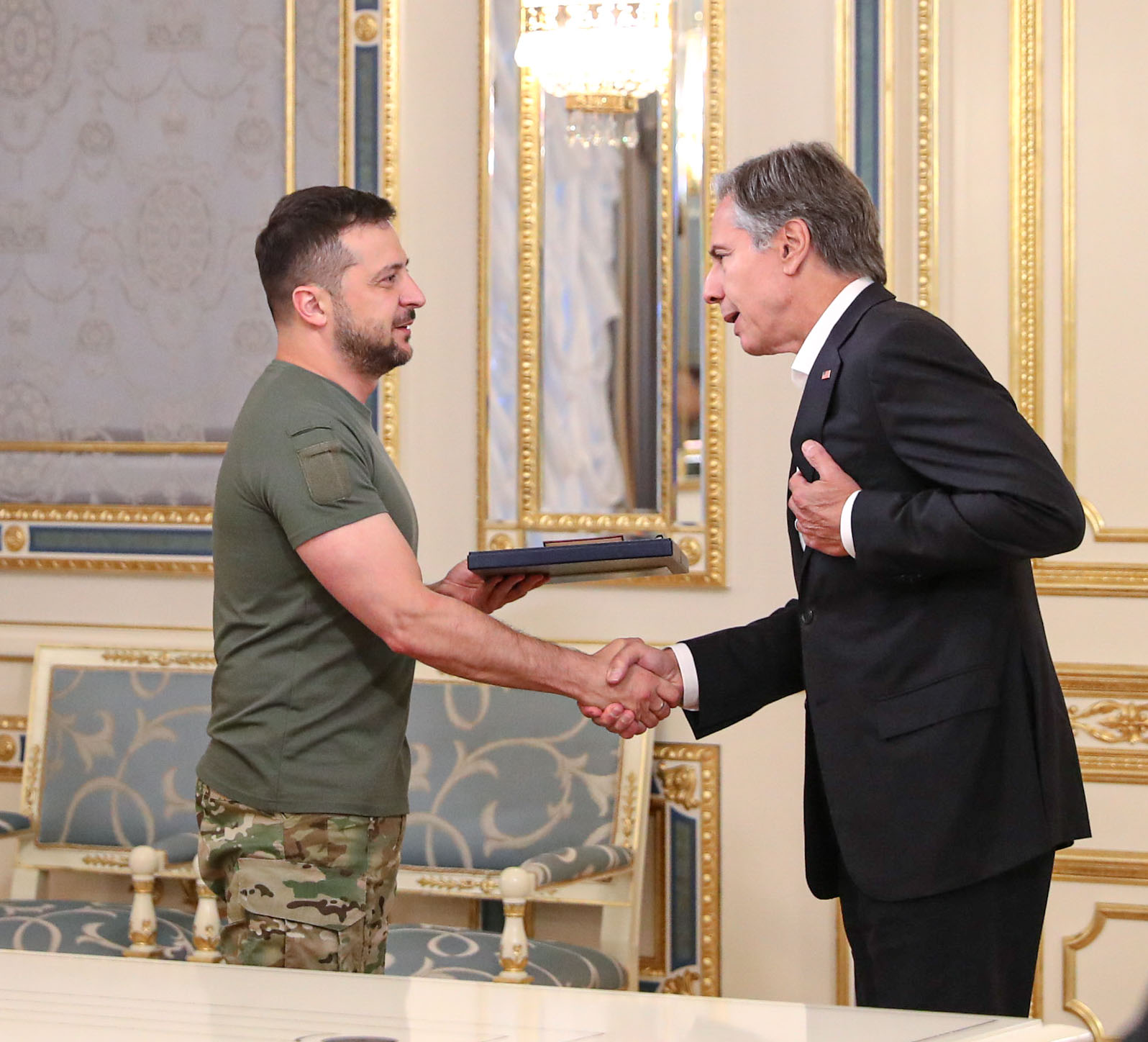
Награждение орденом князя Ярослава Мудрого II степени, 2022 год

- Орден князя Ярослава Мудрого II степени (23 августа 2022 года, Украина) — за значительные личные заслуги в укреплении межгосударственного сотрудничества, поддержку государственного суверенитета и территориальной целостности Украины, весомый вклад в популяризацию Украинского государства в мире[56].
- Большой командорский крест ордена «За заслуги перед Литвой» (10 июля 2023 года, Литва)[57].
- Большой крест ордена Полярной звезды (22 октября 2024 года, Швеция)[58].
- Великий офицер ордена Почётного легиона (17 января 2025 года, Франция)[59].
- Орден Креста земли Марии 2 класса (5 февраля 2025 года, Эстония)[60].